# BTR-70

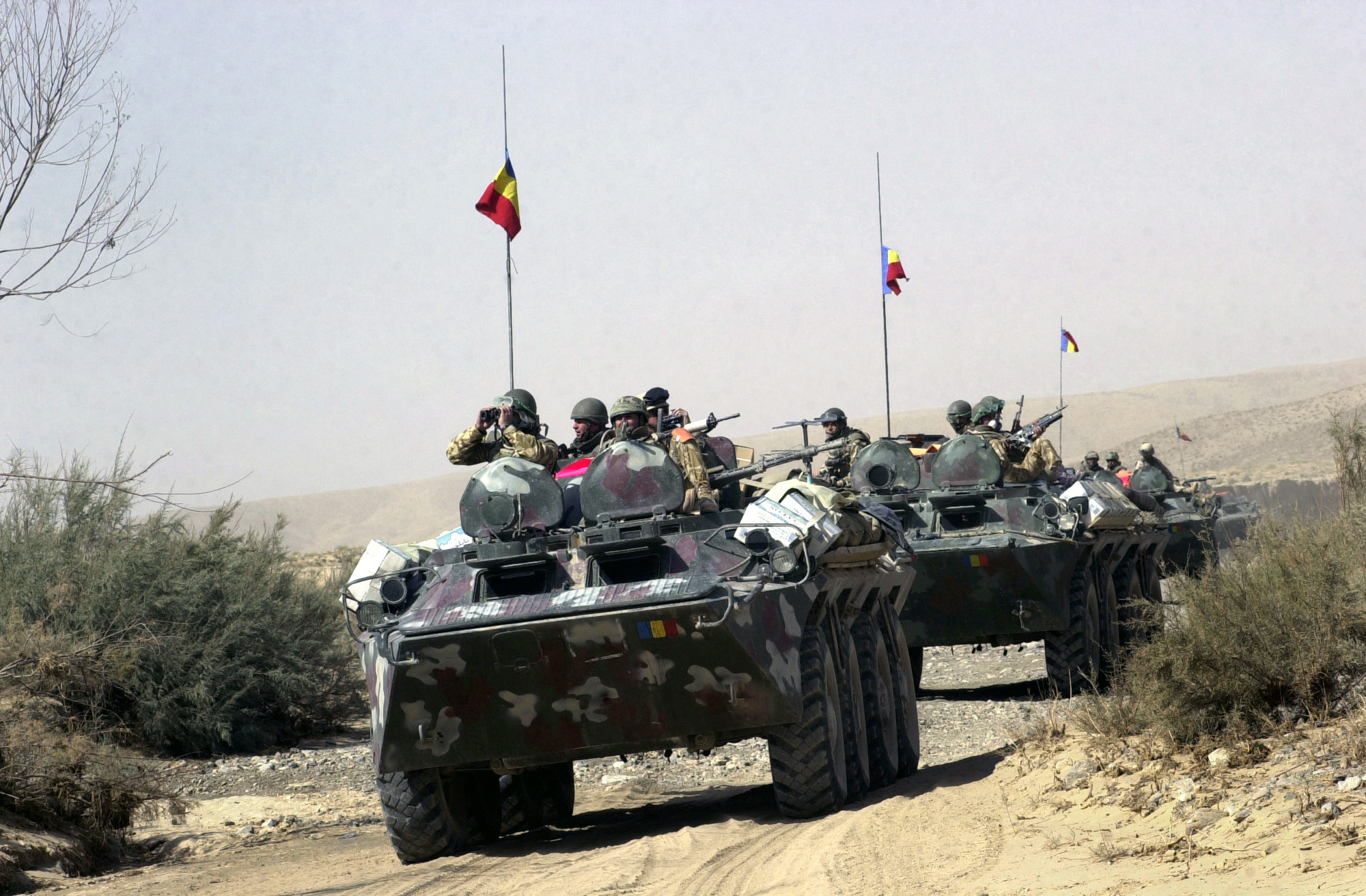
O TAB-77, uma variante produzida na Romênia.

O BTR-70 é um veículo blindado de transporte de pessoal (em russo:  бронетранспортер; BTR significa: Bronetransportyor, ou "transportador blindado" em português), desenvolvido na década de 1960 pela União Soviética. Em 21 de agosto de 1972, foi aceito no serviço ativo e exportado para várias nações integrantes e aliados do Pacto de Varsóvia. Foi introduzido como sucessor do BTR-60, com uma blindagem superior e pneus mais resistentes, embora não tenha apresentado tantas novidades.
Assim como todos os veículos da linha BTR, também possui capacidades anfíbias. Ao contrário dos sucessores, acabou não sendo um sucesso tão grande de vendas.